# Simon James (guitariste)
Simon James est un guitariste, compositeur, arrangeur et producteur anglais, né le 13 mars 1954.
En 1980, il fait partie des cofondateurs du groupe de jazz Acoustic Alchemy (en) avec Nick Webb (en). Il quitte le groupe en 1985 et crée en 1987 la maison d'édition musicale Designer Music. En 1998, il fonde le groupe Kymaera et fait principalement des reprises d'artistes comme Antonio Carlos Jobim ou George Michael.